# Ihor Nahajew
Ihor Wołodymyrowycz Nahajew (ukr. Ігор Володимирович Нагаєв; ur. 24 lutego 1966 w Kijowie) – ukraiński kajakarz. W barwach ZSRR dwukrotny medalista olimpijski z Seulu.
Brał udział w dwóch igrzyskach olimpijskich (IO 88, IO 92 – jako reprezentant Wspólnoty Niepodległych Państw). W 1988 zdobył dwa srebrne medale – w kajakowej dwójce na dystansie 500 metrów i w czwórce na dystansie 1000 metrów. W 1986 był brązowym medalistą mistrzostw świata w jedynce na dystansie 500 metrów.